# Bacău (stacja kolejowa)
Bacău (rum: Gara Bacău) – stacja kolejowa w miejscowości Bacău, w Okręgu Bacău, w Rumunii. Stacja jest obsługiwana przez pociągi Compania Națională de Căi Ferate CFR. Znajduje się na ważnej magistrali kolejowej nr 500 Bukareszt – Suczawa.
W Budynku dworca funkcjonuje poczekalnia, poczta, bar, posterunek policji, bankomat, restauracja, punkty usługowe, toaleta. Przed budynkiem dworca znajduje się postój taksówek oraz przystanki komunikacji publicznej.

## Linie kolejowe
- Linia Bukareszt – Suczawa
- Linia Bacău – Bicaz